# Salopek Selo
Salopek Selo je naselje u Republici Hrvatskoj, u sastavu Grada Ogulina, Karlovačka županija.
Do 1994. bilo je sastavni dio naselja Ogulin.  

## Stanovništvo
Prema popisu stanovništva iz 2001. godine, naselje je imalo 290 stanovnika te 90 obiteljskih kućanstava.
| broj stanovnika |       |       |       | 405   | 433   |       |       |       | 469   | 435   | 454   | 453   | 378   | 332   | 290   | 246   | 223   |
|                 | 1857. | 1869. | 1880. | 1890. | 1900. | 1910. | 1921. | 1931. | 1948. | 1953. | 1961. | 1971. | 1981. | 1991. | 2001. | 2011. | 2021. |

## Gospodarstvo
Početkom 1953. g. osnovana je Poljoprivredna zadruga "Mrežnica" Salopek Selo uz koju se vežu počeci organiziranog uzgoja i proizvodnje Ogulinskog zelja.